# 日本フエルト
日本フエルト株式会社（にほんフエルト、英: NIPPON FELT CO., LTD.）は、東京都北区に本社を置く抄紙用フエルト、工業用繊維製品の製造、販売などを行う企業である。抄紙用フェルト製造でイチカワとシェアを二分する。

## 事業内容
- 紙、パルプ、スレート用、その他工業用フエルトの製造、加工および販売
- 各種繊維製品の製造、加工および販売
- 工業用洗剤その他化学工業薬品の製造および販売
- 産業用ならびに公害防止用の機器、装置の製造および販売
- 不動産の運用および管理

## 沿革
- 1917年（大正6年） - 東京府北豊島郡王子町に日本フエルト株式会社 創立
- 1919年（大正8年） - 王子工場操業開始
- 1942年（昭和17年） - 東京毛布株式会社を合併し市川工場を取得
- 1949年（昭和24年） - 企業再建整備法により日本フエルトから分離し、市川毛織株式会社（現：イチカワ株式会社）が設立される
- 1951年（昭和26年） - 東京証券取引所上場
- 1951年（昭和26年） - 埼玉フエルト株式会社設立
- 1969年（昭和44年） - 埼玉フエルト株式会社を合併し埼玉工場となる
- 1969年（昭和44年） - 黒羽フエルト株式会社設立
- 1990年（平成2年） - 王子工場閉鎖
- 1995年（平成7年） - 黒羽フエルト株式会社を解散し栃木工場となる
- 1996年（平成8年） - 東京都千代田区丸の内から東京都北区赤羽（現所在地）に本社を移転
- 2022年（令和4年）4月 - 東京証券取引所の市場区分見直しに伴い、スタンダード市場に移行

## 生産拠点
- 埼玉工場 ： 埼玉県鴻巣市原馬室88番
- 栃木工場 ： 栃木県大田原市寒井1467番

## 連結子会社
- 東山フエルト株式会社
- ニップ縫整株式会社
- 台湾フエルト株式会社
- 日惠得造紙器材(上海)貿易有限公司